# VfL Sportfreunde 07 Essen
VfL Sportfreunde 07 Essen is een Duitse voetbalclub uit Essen, Noordrijn-Westfalen.
De club werd opgericht in 1907. De club speelde enkele seizoenen in de hoogste klasse van de Ruhrcompetitie. Na de invoering van de Gauliga in 1933 speelde de club niet meer op het hoogste niveau en zakte langzaam weg in de anonimiteit.